# Gormiti
Gormiti je italská hra s fantasy prvky, již roku 2005 vytvořil Leandro Consumi. Gormiti doslova dobyli svět dětí nejen v celé Itálii, kde se v roce 2006 prodalo více než 12 milionů Gormitů. Gormiti se v Itálii přirovnávají k fenoménu Pokémon. Hra spočívá ve vybrání gormitských karet a postav, postavy musí odpovídat kresbě na kartičkách. Cílem je porazit protivníka a stát se vládcem Gormu. 
Série
V ČR již byly vydány tři série Gormitích figurek firmou EPline. Kromě toho existují i přídavné série (Atomic, Titanum...).